# Touriya Haoud
Touriya Haoud (* 1. Oktober 1977 in Rhenen, Utrecht) ist eine niederländische Schauspielerin und Model.

## Biografie
Haouds Mutter stammt aus Makedonien, ihr Vater aus Marokko. Sie selbst wuchs in Rhenen, einem kleinen niederländischen Dorf nahe Utrecht, auf.
Nach ihrem Abschluss an der Universität von Schoevers wurde Haoud überzeugt, sich als Model zu bewerben, was sich für sie als außerordentlich erfolgreich erwies. Sie erhielt Aufträge in mehreren Ländern Europas und arbeitete auch für Firmen wie Tommy Hilfiger.
Zwischen einzelnen Aufträgen widmete sich Hauod der Schauspielerei. Nach mehreren Rollen vor allem im niederländischen Fernsehen erhielt Haoud 2006 eine Rolle für einen international gezeigten Kinofilm, Five Fingers.
Haoud war 2006–2014 mit dem amerikanischen Schauspieler Greg Vaughan verheiratet und hat drei Kinder mit diesem.

## Filmografie
- 2002: Oesters van Nam Kee
- 2002: Costa (Fernsehserie)
- 2002–2003: Hartslag (Fernsehserie)
- 2004: Shouf shouf habibi!
- 2004: Drijfzand (Fernsehfilm)
- 2004: Floris
- 2006: Five Fingers